# 吕西安·列维-布留尔
吕西安·列维-布留尔（法語：Lucien Lévy-Bruhl，1857年4月10日—1939年3月13日），法国学者，生于巴黎，曾接受哲学教育，曾推动了新兴人类学和社会学的发展。他主要研究领域涉及原始心理。作品对心理学家卡尔·荣格产生了影响。

## 作品
- 《原始思维》，汉译世界学术名著丛书第三辑，丁由译